# Mandemakers Stadion
Il Mandemakers Stadion è uno stadio di calcio situato a Waalwijk. Lo stadio è la casa della squadra di calcio dei Paesi Bassi RKC Waalwijk.

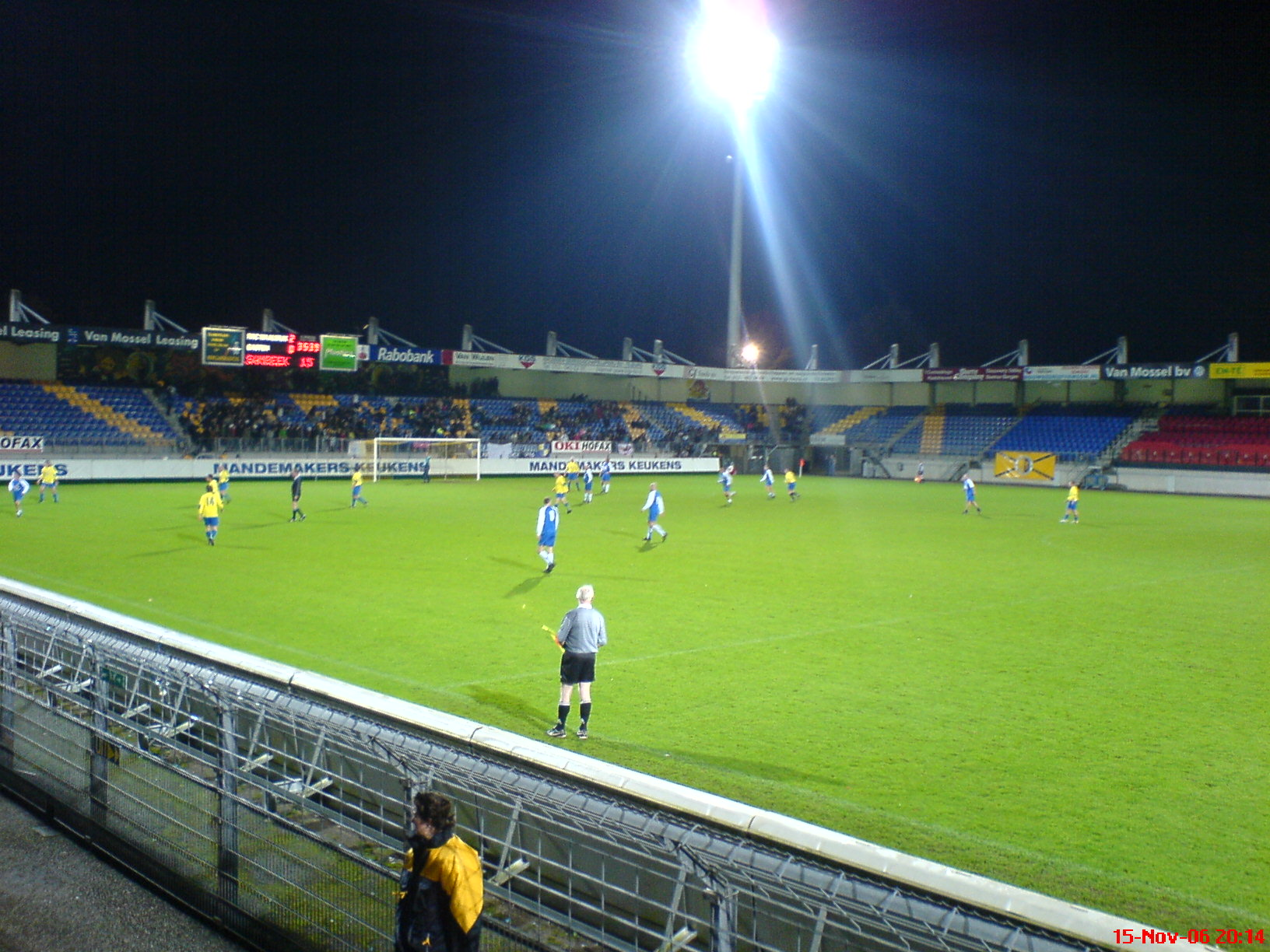
Lo stadio.

Nel settembre del 1996 lo stadio ha aperto le sue porte. Questo stadio fu costruito sul luogo stesso del vecchio impianto: lo Sportpark Olympia (che, a causa del suo aspetto e della sua bassa capacità, fu chiamato anche "La Bicicletta"). Nei primi anni lo stadio ha mantenuto il nome del suo predecessore,  ma nel 1999 è stato ribattezzato con il nome attuale.

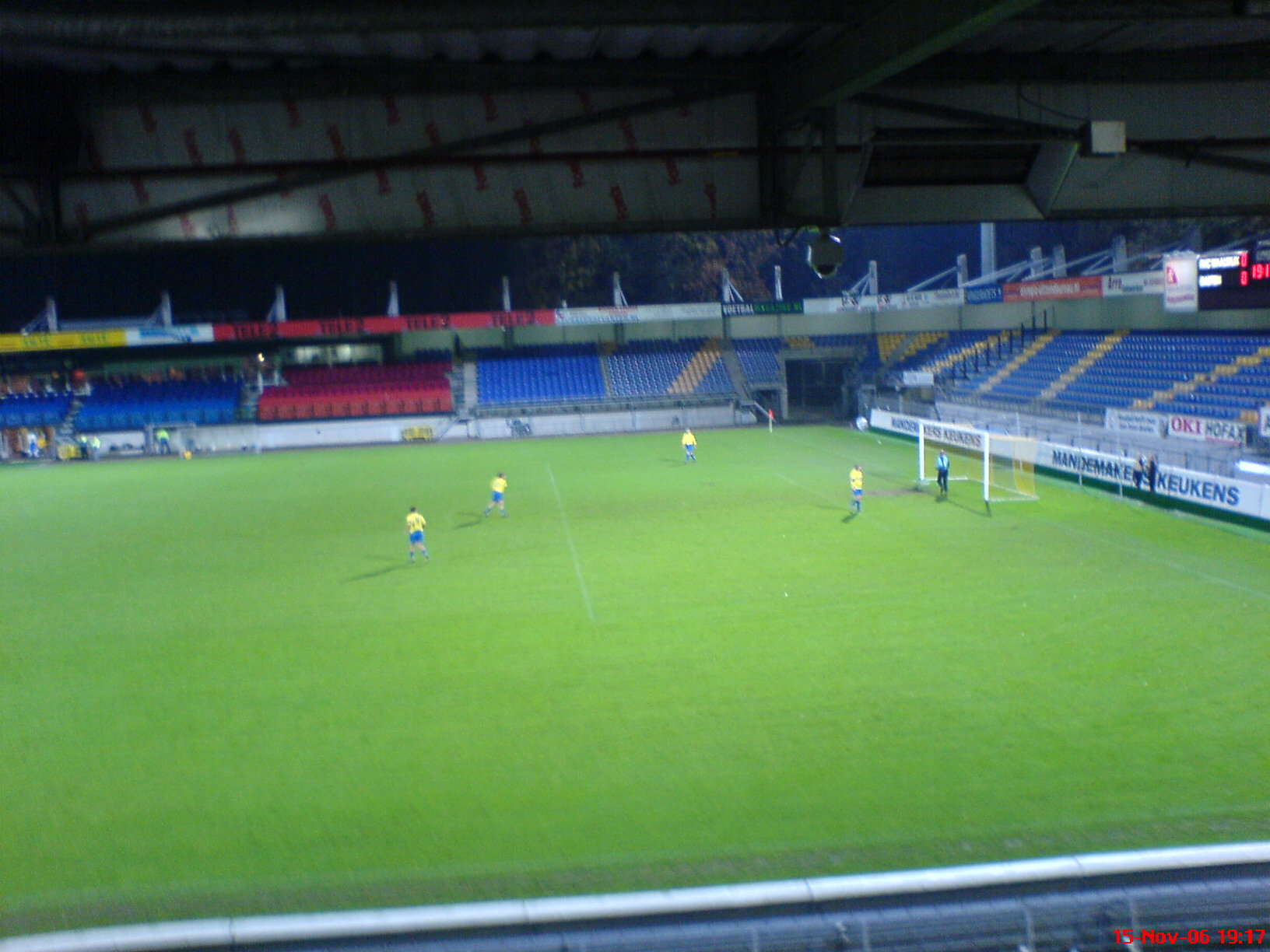
Tribune.

Lo stadio ha una capacità di 6.000 spettatori e si sviluppa su quattro tribune. Nessun canale è stato costruito perché l'acqua alta ne ostacolò la costruzione. I riflettori dello stadio sono stati acquistati dal NAC Breda a quel tempo stava costruendo un nuovo stadio.

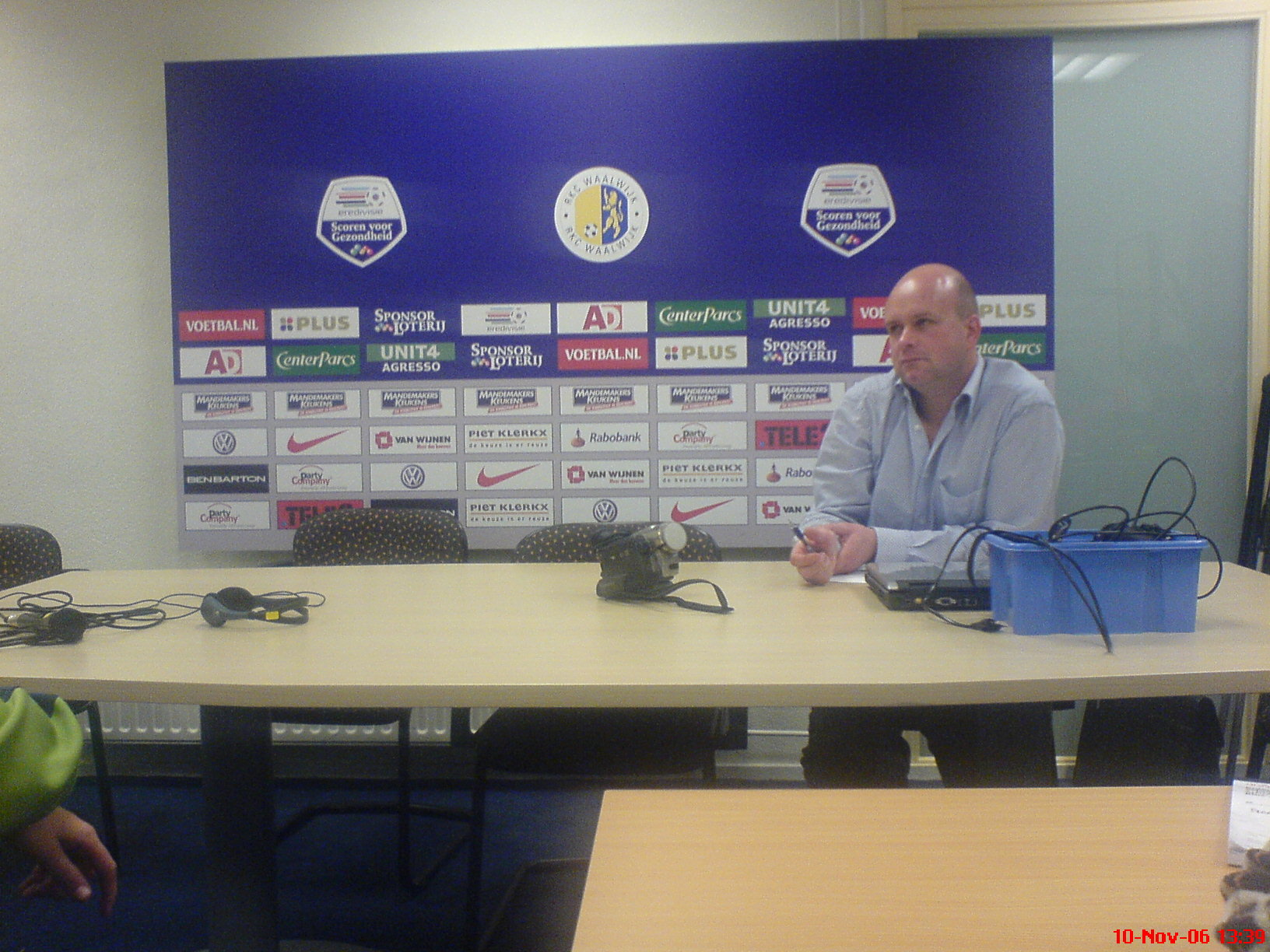
La sala stampa.

## Football americano
Il 24 ottobre 2015 vi si è giocato l'incontro fra le nazionali di football americano di Paesi Bassi e Belgio, valido per le qualificazioni al campionato europeo di football americano 2018, vinto dai Paesi Bassi col risultato di 17-3.